# دهستان فهرج (یزد)
دهستان فهرج، یکی از دهستان‌های بخش مرکزی شهرستان یزد در استان یزد ایران است. مرکز این دهستان، روستای محمدآباد است.

## جمعیت
بر پایه سرشماری عمومی نفوس و مسکن در سال ۱۳۹۵، جمعیت دهستان فهرج برابر با ۹٬۸۴۸ نفر بوده است.